# تل پیر
تل پیر مربوط به دوران پیش از تاریخ ایران باستان - دوران‌های تاریخی پس از اسلام است و در شهرستان مهر، بخش اسیر و در نزدیکی مرکز شهر اسیر در روستای هرج واقع شده و این اثر در تاریخ ۲۴ تیر ۱۳۸۲ با شمارهٔ ثبت ۹۲۱۳ به‌عنوان یکی از آثار ملی ایران به ثبت رسیده است.